# Muttupet
Muttupet är en ort i Indien.   Den ligger i distriktet Thiruvarur och delstaten Tamil Nadu, i den södra delen av landet, 2 000 km söder om huvudstaden New Delhi. Muttupet ligger 8 meter över havet och antalet invånare är 21 568.
Terrängen runt Muttupet är mycket platt. Runt Muttupet är det tätbefolkat, med 397 invånare per kvadratkilometer. Närmaste större samhälle är Pattukkottai, 19,3 km väster om Muttupet. Trakten runt Muttupet består till största delen av jordbruksmark.